# Konrad Eisenhut
Konrad Eisenhut (* 25. Mai 1907 in Murgenthal; † 29. September 1981 in Aarwangen; heimatberechtigt in Gais) war ein Schweizer Unternehmer und Inhaber einer Textilfirma für Handschuhe und Sportbekleidung im Kanton Bern.

## Leben
Konrad Eisenhut war ein Sohn von Johann Konrad Eisenhut, Werkführer in der Weberei Murgenthal. 1935 heiratete er Helena Margaretha Egger, Tochter von Walter Egger, Inhaber der Firma G. & W. Egger Aarwangen sowie alt Gemeindepräsident und Berner Grossratspräsident.
Konrad Eisenhut besuchte die Sekundarschule in Murgenthal, danach die Kantonsschule Trogen und absolvierte dann eine kaufmännische Lehre in Murgenthal. 1927 trat er als Buchhalter und Vertreter in die Textilfirma G. & W. Egger Aarwangen ein, die ab dato mit der Fabrikation von Sporthandschuhen begann. 1943 wurde er Kommanditär der in Egger, Eisenhut & Cie. umbenannten Firma, die ab 1965 als Aktiengesellschaft firmierte. 1954 erwarb er zusätzlich die Leinenweberei Gerber, Ernst & Cie. in Langenthal und änderte den Firmennamen in Konrad Eisenhut AG. 1982 wurde die Firma vom Sohn und der Tochter übernommen.
Seit Ende der 1990er Jahre handelt das in Wega Products AG umbenannte Unternehmen unter der Führung der dritten Generation mit Sport- und Freizeitartikeln sowie mit Arbeitsschutzprodukten.